# Ethnisierung
Ethnisierung (von altgriechisch éthnos „[fremdes] Volk“) bezeichnet einen Vorgang, bei dem Personen wegen ihrer Herkunft, ihres Aussehens oder ihrer Lebensgewohnheiten einer Ethnie zugeordnet werden;  diese Zuschreibung muss dabei nicht zutreffend sein. Das Verhalten der Personen wird vorrangig auf der Grundlage einer (vermeintlichen) ethnischen Zugehörigkeit erklärt. Wenn die Fremdzuschreibung keine ethnische, sondern eine kulturelle Grundlage hat, wird häufig die Bezeichnung Kulturalisierung verwendet (vergleiche Ethnokulturalismus).

## Definitionen
Margarete Jäger vom Duisburger Institut für Sprach- und Sozialforschung (DISS) unterscheidet zwischen politisch-rassistischen Formen der Ethnisierung, bei der Personen natürliche Eigenschaften zugeschrieben werden („statische Ethnisierung“), und ethnozentristischen Formen der Ethnisierung, bei der veränderbare kulturelle Eigenarten und Merkmale zugeschrieben werden („dynamische Ethnisierung“).
Vergleichbar dazu ist Kulturalisierung, bei der Handlungen von Personen aufgrund von (vermeintlichen) kulturellen Zuschreibungen erklärt werden. Kontext, Situation und das Individuum und seine Lern- und Wandelfähigkeit werden hierbei zu wenig berücksichtigt. Im gesellschaftlichen Diskurs werden „alle sozialen Konflikte als kulturelle Differenzen artikuliert, um sie der direkten politischen Auseinandersetzung zu entziehen“, schreibt der Publizist Jost Müller 1995 (vergleiche auch Rassismus ohne Rassen). Der Kultur wird dabei die Funktion zugeschrieben, Sinn und Identität für Personen oder Gruppen zu erzeugen.
Im Zuge der Ethnisierung wird Kultur nicht als individueller und in wichtigen Teilen auch kontingenter Identitätsbildungsprozess begriffen, sondern als statisches System verbindlicher Regelungen (soziale Normen).
Auch der Historiker und ehemalige Stanford-Professor George M. Fredrickson stellt 2004 fest, dass der Kulturalisierung die Idee zugrund liegt, dass Kultur in nicht veränderbarer, normierender und determinierender Weise das Handeln von Personen prägt. Unterschiede zwischen ethnischen Gruppen seien unauslöschlich bzw. unüberbrückbar. Fredrickson verwendet auch die Bezeichnung „kultureller Essentialismus“.

## Folgen der Ethnisierung
Die Ethnisierung erfolgt nur selten wertfrei. Häufig findet dadurch eine ethnozentrische Hierarchisierung der betroffenen Ethnien (oder Kulturen) statt, wobei eine Haltung eingenommen wird, dass die eigene Ethnie oder Kultur wertvoller als sei die fremde Ethnie (Kultur). Die ethnozentrische Einstellung wird dabei für wahr gehalten und als „Wissen“ tradiert. Zudem sind in diesem Zusammenhang – insbesondere in der Einwanderungsgesellschaft – Forderungen nach Assimilation  charakteristisch.
Ethnisierung und Kulturalisierung haben eine ideologische Bedeutung in der Identitätspolitik, in der rhetorisch Rassen, Nationen, Ethnien oder Clans beschworen werden. Die Vorstellungen lassen sich instrumentalisieren, „um die eigene Kultur und bestehende Herrschaftsverhältnisse zu legitimieren“.

### Gegenbewegung
Widerstand gegen eine Ethnisierung wird vor allem von Einwanderern (Migranten) und Angehörigen von Minderheiten formuliert. Besonders im postkolonialistischen Diskurs vieler Wissenschaftler und Künstler wird eine Identitätspolitik abgelehnt und Minderheits- und Ausgrenzungserfahrungen durch Ethnisierung thematisiert. Bekannt ist in diesem Zusammenhang beispielsweise die migrantische Gruppe Kanak Attak oder der deutsch-türkische Autor Feridun Zaimoglu.

## Ethnisierungsproblematik in der Gesetzgebung
In der Debatte um den rechtlichen Schutz von Minderheiten wird die Forderung nach „Anerkennung der ethnischen und kulturellen Identität“ vor dem Hintergrund einer möglichen Ethnisierung insbesondere dann kontrovers diskutiert, wo ein kollektives Recht eingefordert wird. So gilt es für Alex Suttner und den deutschen Politikwissenschaftler Samuel Salzborn zwar als unproblematisch, wenn vergleichbar mit dem Recht auf freie Religionsausübung diese Rechte jedem individuell zugestanden werden. So könnte jeder Bürger als Person individuell dieses Recht einklagen. Forderungen hingegen, die diesen Anspruch für ein Kollektiv von Personen einfordern, argumentieren nach Meinung Suttners und Salzborns in der Art, dass sie Lebensgewohnheiten für eine homogene Gruppe festschreiben. Gesetze, wie das „Volksgruppengesetz“ in Österreich, so die Kritiker solcher Forderungen, gründen auf die ethnisierende Annahme, dass eine Gemeinschaft von Personen nachweisbar ist, die beispielsweise ein bestimmtes „Volkstum“ vorweisen müssen.
Mit dem Ansatz der „Anerkennung der kulturellen Identität“ werden Personen nach Alex Suttner „nicht als Individuen mit bestimmten kulturellen Vorlieben, sondern als Verkörperungen einer vorgestellten Kollektivkultur“ wahrgenommen. Will eine Person dieses Recht vor Gericht einklagen, so sei das Gericht dazu „gezwungen, objektivierende Urteile über die ‚kulturelle Identität‘ einer Gruppe und eines Individuums zu fällen“ und würde den Prozess der Ethnisierung juristisch vorantreiben.
Auch Samuel Salzborn sieht 2003 in ethnokulturellen Konzepten wie dem der Volksgruppenpolitik eine Ethnisierung der Politik:

„In der politischen Tradition der Aufklärung sollen Diskriminierungen aller Art durch Schaffung eines rechtlichen Schutzsystems verhindert werden. Das politische Ziel ist die Überwindung historisch bedingter Ungleichheit durch politische und soziale Integration in bestehende gesellschaftliche Kontexte. Den Widerpart dieses Modells bildet der kollektivrechtlich argumentierend Ethnisierungsansatz des Volksgruppenrechts, der auf einem völkisch-antiegalitären Fundament fußt.“